# 彼とわたしの漂流日記
『彼とわたしの漂流日記』（かれとわたしのひょうりゅうにっき、原題：김씨표류기）は、2009年の韓国映画。

## ストーリー
人生に絶望し、ソウル市内を流れる漢江に飛び込んだキム・ソングン(チョン・ジェヨン)は漢江に浮かぶ無人島に漂着。自力で脱出できないソングンは無人島でのサバイバル生活を始める。一方漢江を眺めるマンションで引きこもり生活を送る"わたし"(チョン・リョウォン)は、カメラ越しに無人島で生活するソングンの姿を見つけて好奇心を抱くようになる。

## キャスト
- キム・ソングン：チョン・ジェヨン
- "わたし"：チョン・リョウォン